# Wiersz aliteracyjny
Wiersz aliteracyjny – system metryczny, oparty na tonicznej zasadzie ekwiwalencji wersów, w którym funkcję systemowego środka instrumentacji pełniła aliteracja, a nie rym. Wiersz aliteracyjny panował w wersyfikacji ludów germańskich. Był on podstawowym rodzajem wiersza w poezji staroangielskiej (Beowulf), średnioangielskiej (Pan Gawen i Zielony Rycerz) i staroislandzkiej (Edda starsza).
W dziewiętnastym wieku reaktywował go Gerard Manley Hopkins. William Morris nawiązał do skandynawskiej tradycji wykorzystania aliteracji w poemacie Historia Sigurda Volsunga. Z wierszem aliteracyjnym eksperymentował we wczesnej fazie swojej twórczości John Ronald Reuel Tolkien. Wiersz aliteracyjny naśladował w swoich przekładach liryki staroangielskiej Robert Stiller. Podobnie uczyniły Katarzyna Staniewska i Agnieszka Sylwanowicz, tłumaczki Upadku Artura Tolkiena.